# 6606 Makino
6606 Makino (1990 UF) là một tiểu hành tinh vành đai chính được phát hiện ngày 16 tháng 10 năm 1990 bởi T. Seki ở Geisei.